# AMV codec
AMV ビデオコーデックは、amamanが開発したビデオコーデック。
バージョン2.0系列のAMV2/AMV2MTと、3.0系列のAMV3、4.0系列のAMV4がある。

## 概要
非常に高速なビデオ圧縮プログラム。
動作が比較的軽いため、デスクトップ画面のキャプチャなどに向いている。

## 注意
シェアウェアであるため、未登録時は生成物にロゴが挿入される。ただし、同氏の公開する「AmaRecCo(旧版 アマレココ)」での使用時に限り、ロゴが挿入されない。
| スタブアイコン | サブスタブ | この項目は、まだ閲覧者の調べものの参照としては役立たない、コンピュータに関連した書きかけの項目です。この項目を加筆・訂正などしてくださる協力者を求めています（P:コンピュータ）。 |